# Hydropsyche
Hydropsyche är ett släkte av nattsländor. Hydropsyche ingår i familjen ryssjenattsländor.

## Bildgalleri

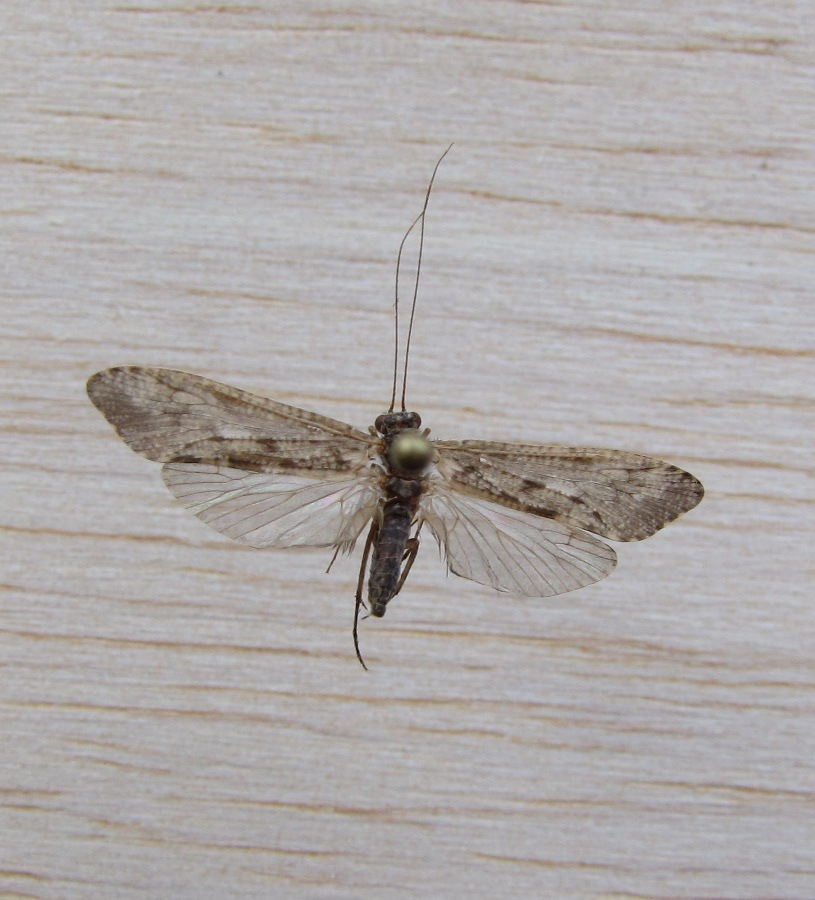
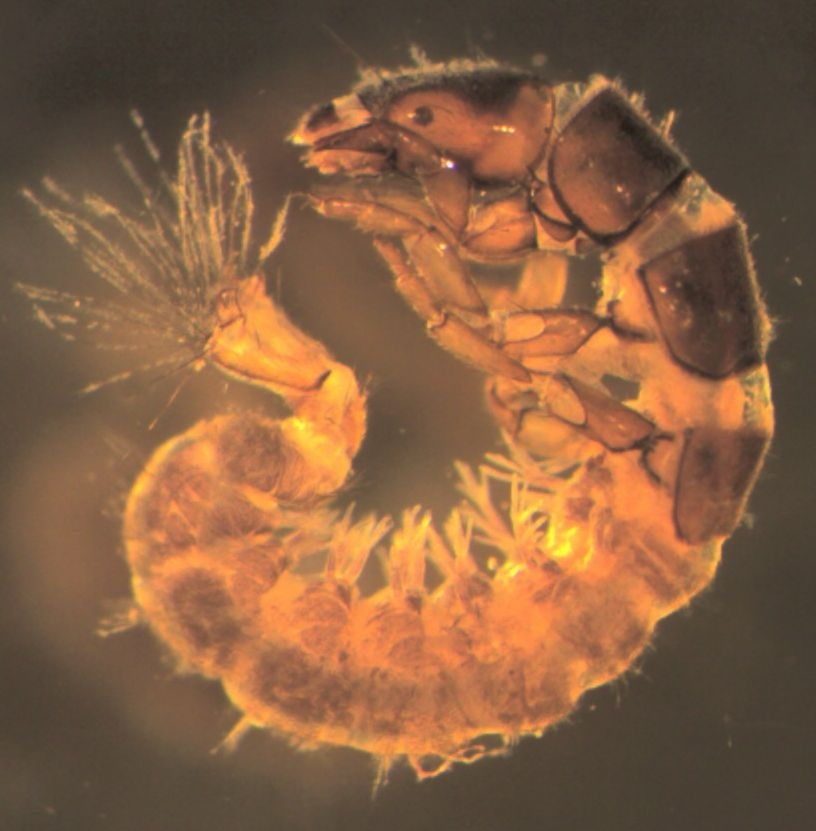
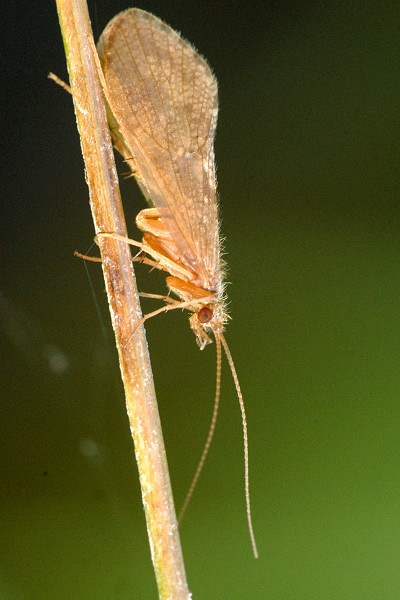
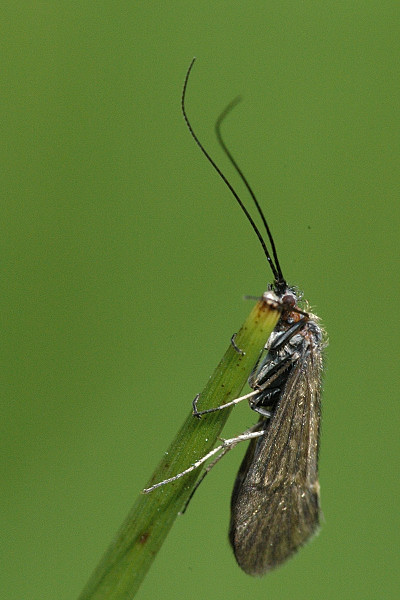
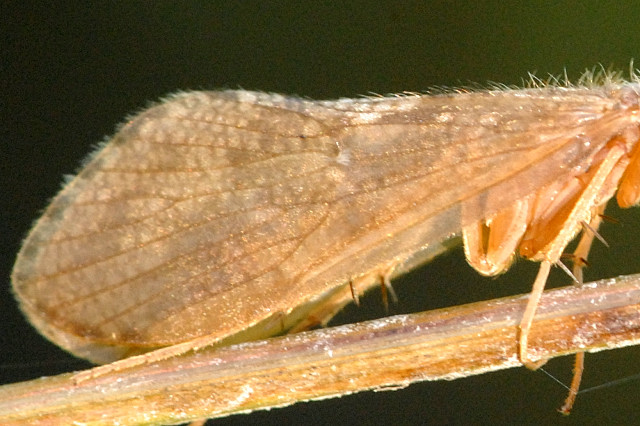
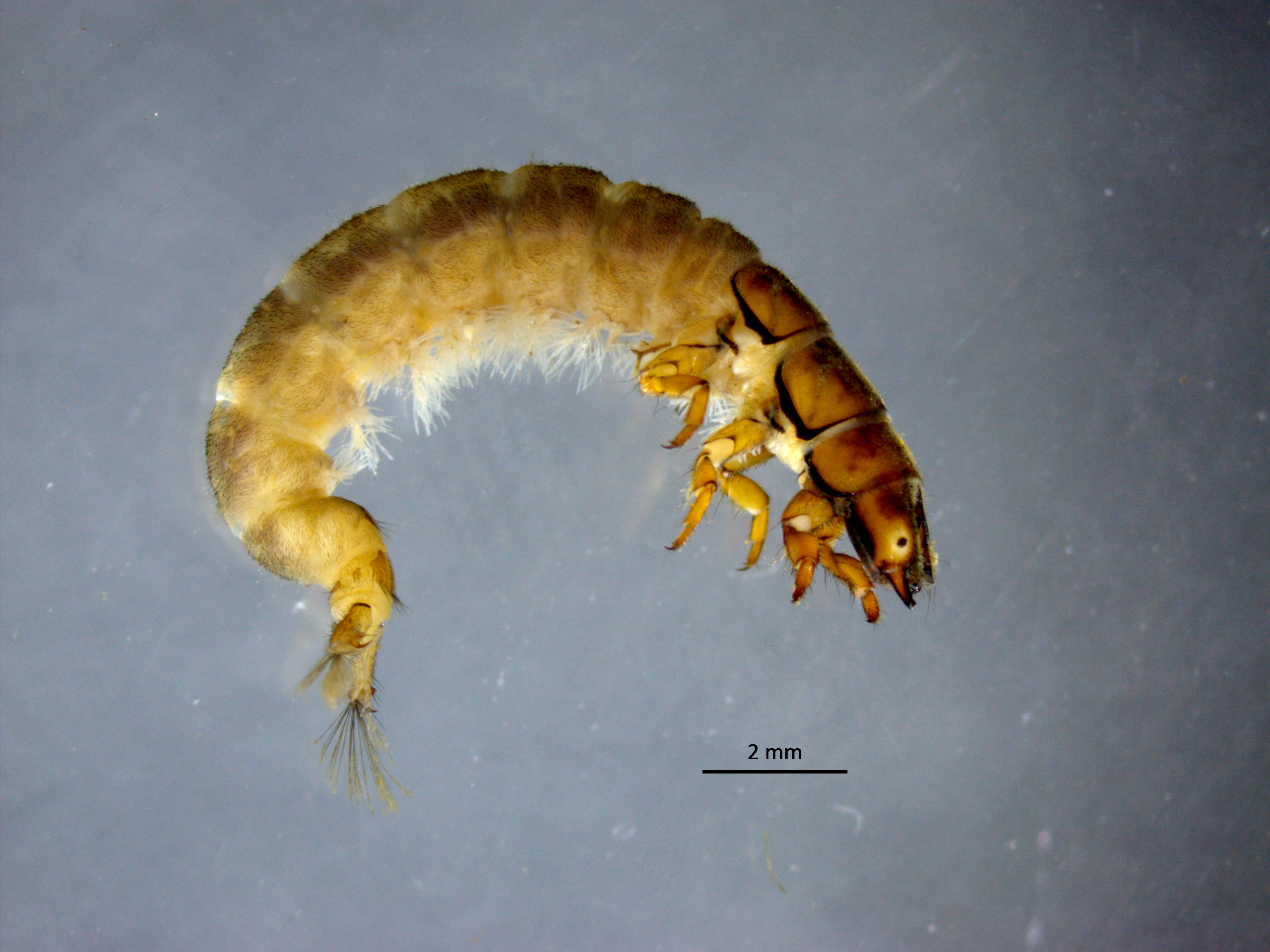
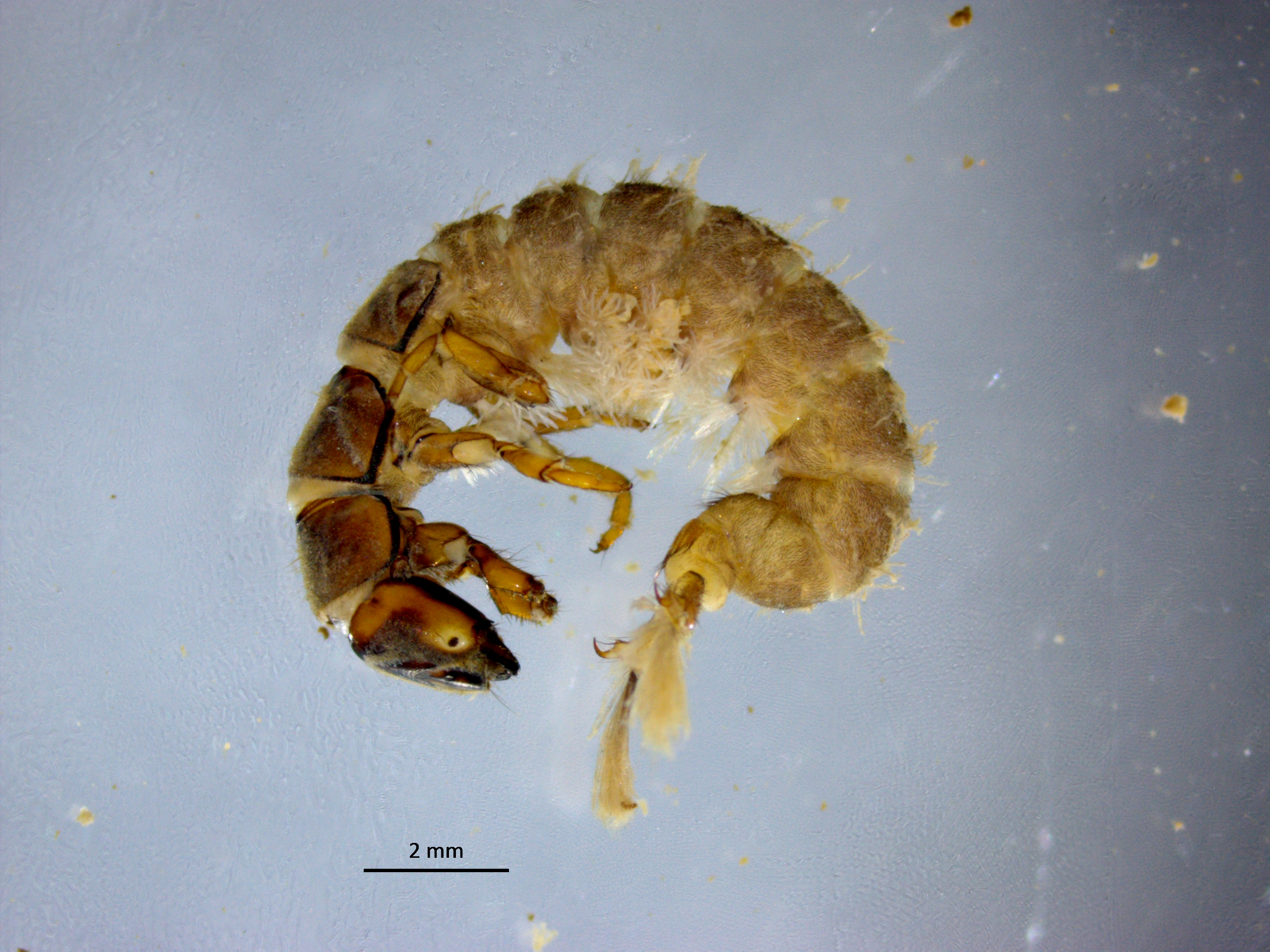

## Dottertaxa tillHydropsyche, i alfabetisk ordning[1][2]
- Hydropsyche abyssinica
- Hydropsyche acinoxas
- Hydropsyche acuta
- Hydropsyche adrastos
- Hydropsyche adspersa
- Hydropsyche aerata
- Hydropsyche afghanistanica
- Hydropsyche aiakos
- Hydropsyche alabama
- Hydropsyche alaca
- Hydropsyche alanya
- Hydropsyche alvata
- Hydropsyche ambigua
- Hydropsyche ambonensis
- Hydropsyche anachoreta
- Hydropsyche ancorapunctata
- Hydropsyche angustipennis
- Hydropsyche annulata
- Hydropsyche appendicularis
- Hydropsyche arinale
- Hydropsyche asiatica
- Hydropsyche auricolor
- Hydropsyche bacanensis
- Hydropsyche banksi
- Hydropsyche bassi
- Hydropsyche batavorum
- Hydropsyche betteni
- Hydropsyche bidens
- Hydropsyche bidentata
- Hydropsyche binaria
- Hydropsyche bitlis
- Hydropsyche borealis
- Hydropsyche botosaneanui
- Hydropsyche breviculata
- Hydropsyche brevis
- Hydropsyche brunneipennis
- Hydropsyche bryanti
- Hydropsyche buenafei
- Hydropsyche buergersi
- Hydropsyche bujnurdica
- Hydropsyche bulbifera
- Hydropsyche bulgaromanorum
- Hydropsyche buyssoni
- Hydropsyche bwambana
- Hydropsyche californica
- Hydropsyche carolina
- Hydropsyche catawba
- Hydropsyche cebuensis
- Hydropsyche celebensis
- Hydropsyche cetibeli
- Hydropsyche claviformis
- Hydropsyche complicata
- Hydropsyche confusa
- Hydropsyche consanguinea
- Hydropsyche contubernalis
- Hydropsyche cornuta
- Hydropsyche cuanis
- Hydropsyche cyrnotica
- Hydropsyche davisi
- Hydropsyche debirasi
- Hydropsyche decalda
- Hydropsyche decora
- Hydropsyche delrio
- Hydropsyche demavenda
- Hydropsyche demora
- Hydropsyche depravata
- Hydropsyche dhusaravarna
- Hydropsyche dicantha
- Hydropsyche didyma
- Hydropsyche difficultata
- Hydropsyche dilatata
- Hydropsyche dinarica
- Hydropsyche discreta
- Hydropsyche djabai
- Hydropsyche doctersi
- Hydropsyche doehleri
- Hydropsyche dubia
- Hydropsyche effusa
- Hydropsyche elissoma
- Hydropsyche emarginata
- Hydropsyche erythrophthalma
- Hydropsyche exocellata
- Hydropsyche fasciolata
- Hydropsyche fattigi
- Hydropsyche fezana
- Hydropsyche fischeri
- Hydropsyche flynni
- Hydropsyche formosae
- Hydropsyche formosana
- Hydropsyche franclemonti
- Hydropsyche frisoni
- Hydropsyche fryeri
- Hydropsyche fulvipes
- Hydropsyche fumata
- Hydropsyche furcula
- Hydropsyche gemecika
- Hydropsyche gemellata
- Hydropsyche gereckei
- Hydropsyche gerostizai
- Hydropsyche gifuana
- Hydropsyche grahami
- Hydropsyche guttata
- Hydropsyche hackeri
- Hydropsyche hageni
- Hydropsyche hamifera
- Hydropsyche harpagofalcata
- Hydropsyche hedini
- Hydropsyche hobbyi
- Hydropsyche hoenei
- Hydropsyche hoffmani
- Hydropsyche hreblayi
- Hydropsyche iberomaroccana
- Hydropsyche impula
- Hydropsyche incognita
- Hydropsyche incommoda
- Hydropsyche indica
- Hydropsyche infernalis
- Hydropsyche initiana
- Hydropsyche injusta
- Hydropsyche instabilis
- Hydropsyche iokaste
- Hydropsyche irroratella
- Hydropsyche isolata
- Hydropsyche janstockiana
- Hydropsyche javanica
- Hydropsyche jeanneli
- Hydropsyche jordanensis
- Hydropsyche kagiana
- Hydropsyche kalliesi
- Hydropsyche katugahakanda
- Hydropsyche kawamurai
- Hydropsyche kebab
- Hydropsyche kinzelbachi
- Hydropsyche kirikhan
- Hydropsyche klefbecki
- Hydropsyche kreuzbergorum
- Hydropsyche lagranja
- Hydropsyche leonardi
- Hydropsyche lepnevae
- Hydropsyche leptocerina
- Hydropsyche lobata
- Hydropsyche lobulata
- Hydropsyche longifurca
- Hydropsyche longindex
- Hydropsyche longipalpis
- Hydropsyche maderensis
- Hydropsyche mahrkusha
- Hydropsyche malassanka
- Hydropsyche malickyi
- Hydropsyche maniemensis
- Hydropsyche marceus
- Hydropsyche maroccana
- Hydropsyche marqueti
- Hydropsyche martynovi
- Hydropsyche maura
- Hydropsyche mississippiensis
- Hydropsyche modesta
- Hydropsyche mokaensis
- Hydropsyche morettii
- Hydropsyche morla
- Hydropsyche mostarensis
- Hydropsyche namwa
- Hydropsyche napaea
- Hydropsyche nasuta
- Hydropsyche naumanni
- Hydropsyche negrosensis
- Hydropsyche nervosa
- Hydropsyche nuristanica
- Hydropsyche obscura
- Hydropsyche occidentalis
- Hydropsyche operta
- Hydropsyche opthalmica
- Hydropsyche orbiculata
- Hydropsyche orduensis
- Hydropsyche orectis
- Hydropsyche ornatula
- Hydropsyche orris
- Hydropsyche palawanensis
- Hydropsyche pallidipennis
- Hydropsyche pallipennis
- Hydropsyche palpalis
- Hydropsyche patera
- Hydropsyche pellucidula
- Hydropsyche perelin
- Hydropsyche peristerica
- Hydropsyche phalerata
- Hydropsyche philo
- Hydropsyche pictetorum
- Hydropsyche placoda
- Hydropsyche plana
- Hydropsyche plesia
- Hydropsyche pluvialis
- Hydropsyche polyacantha
- Hydropsyche potomacensis
- Hydropsyche poushyamittra
- Hydropsyche propinqua
- Hydropsyche punica
- Hydropsyche rakshakaha
- Hydropsyche reciproca
- Hydropsyche renschi
- Hydropsyche resmineda
- Hydropsyche ressli
- Hydropsyche rhomboana
- Hydropsyche rizali
- Hydropsyche rossi
- Hydropsyche rotosa
- Hydropsyche sagittata
- Hydropsyche sakarawaka
- Hydropsyche salki
- Hydropsyche sappho
- Hydropsyche saranganica
- Hydropsyche sattlerorum
- Hydropsyche saxonica
- Hydropsyche scalaris
- Hydropsyche sciligra
- Hydropsyche scudderi
- Hydropsyche selysi
- Hydropsyche seramensis
- Hydropsyche sikkimensis
- Hydropsyche siltalai
- Hydropsyche simulans
- Hydropsyche simulata
- Hydropsyche sinuata
- Hydropsyche sirimauna
- Hydropsyche smiljae
- Hydropsyche speciophila
- Hydropsyche spiritoi
- Hydropsyche staphylostirpis
- Hydropsyche striolata
- Hydropsyche sulana
- Hydropsyche supersonica
- Hydropsyche suppleta
- Hydropsyche tabacarui
- Hydropsyche tabulifera
- Hydropsyche taiwanensis
- Hydropsyche talautensis
- Hydropsyche tapena
- Hydropsyche tenuis
- Hydropsyche teruela
- Hydropsyche theodoriana
- Hydropsyche tibetana
- Hydropsyche tibilais
- Hydropsyche tigrata
- Hydropsyche tismanae
- Hydropsyche tobiasi
- Hydropsyche trimonticola
- Hydropsyche ulmeri
- Hydropsyche urgorrii
- Hydropsyche valanis
- Hydropsyche valkanovi
- Hydropsyche waltoni
- Hydropsyche wamba
- Hydropsyche venularis
- Hydropsyche vespertina
- Hydropsyche winema
- Hydropsyche wittei
- Hydropsyche volitans
- Hydropsyche vulpina